# Bylina

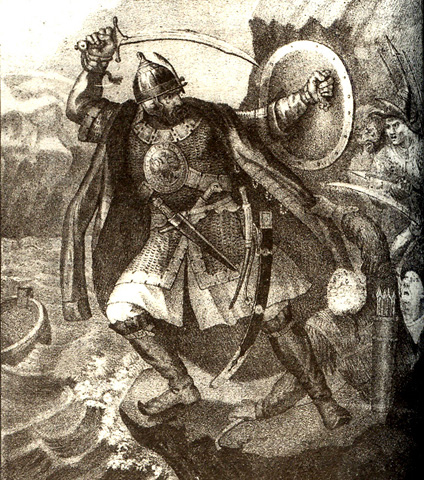
L'eroica morte di Ermak, dipinta da Čorikov.

La bylina, in italiano anche bilina (in russo были́на?, plurale byliny e, anche conosciute come stariny), è una narrativa poetica epica ed eroica tradizionale degli antichi slavi della Rus' di Kiev. Tale tradizione sarebbe continuata in seguito in Russia e in Ucraina.

## Origini e derivazioni
Il termine bylina deriva dal russo byl (был), indicativo passato del verbo byt' (быть, "essere"): può assumere il significato di "ciò che è stato" in riferimento agli eventi narrati, basati su fatti reali.

## Caratteristiche
Le byliny sono un tipo di componimento poetico senza rima, ma con un ritmo caratteristico, una sorta di "verso libero". Molte byliny sono state tramandate oralmente fino ai giorni nostri, soprattutto nelle regioni settentrionali della Russia dove si possono incontrare ancora oggi i cantastorie (skaziteli), il cui stile è stato imitato da molti famosi poeti russi. La struttura delle byliny è analoga e si caratterizza per una parte iniziale (začina), una seconda sezione definibile adagio nel quale viene descritto il luogo della narrazione (pribautka), una parte dedicata alla focalizzazione ed alla esaltazione delle gesta ed infine una chiusura (slava o glorificazione).

## I cicli della bylina
I cicli delle byliny non sono molti e possono essere classificati nelle seguenti categorie, tenendo presente che le vicende più antiche rievocate risalgono al X secolo, e che accanto ai canti epici con protagonisti di fantasia esistono quelli storici-epici con personaggi presi dalla realtà:
- degli antichi eroi (Vol'ga Svjatoslavič, Mikula Seljaninovič, Svjatogor);
- del Principe Vladimir I di Kiev, ossia di colui che introdusse il Cristianesimo in Russia, i cui racconti si rifanno all'età d'oro di Kiev e della Rus'. Di questa categoria fanno parte i cicli di Il'ja Muromec, Alëša Popovič e Dobrynja Nikitič, annoverati tra i più popolari;
- di Novgorod (Vasilij Buslaev, Sadko il mercante), che riporta ricordi delle libertà civili della città;
- di Mosca (Ermak, Ivan il Terribile);
- della storia dei cosacchi ucraini (in lingua ucraina, riguardanti le invasioni di Turchi e Tatari e le rivolte degli Haidamaka);
- del rivoltoso cosacco (Stenka Razin);
- di Pietro il Grande.

## Storia
La raccolta della poesia epica russa ha avuto inizio casualmente, quando Richard James, agli inizi del Seicento, compone un'antologia di canti uditi oralmente. La prima stampa editoriale risale al 1804, con la pubblicazione di venti componimenti raccolti dal cosacco Danilov sugli Urali. Questa raccolta si è elevata a modello per tutti gli altri studiosi che nei decenni seguenti hanno operato ricerche in varie altre regioni, creando scuole diverse, tra le quali risaltano per importanza quella storica e quella mitologica. Nell'Ottocento gli studiosi più prestigiosi sono quelli di Rybnikov (con le sue pubblicazioni degli anni '60) e di Hilferdin; nel Novecento invece si mettono in evidenza Propp e Sokolov.